# Музыкальное авторское общество Китая
Музыкальное авторское общество Китая (The Music Copyright Society of China (MCSC) (中国音乐著作权协会) — единственная в Китае официально признанная организация по защите музыкальных авторских прав, охватывающая авторские права более чем 14 млн музыкальных произведений, около 4000 её членов.

## История
До 1980 года Китай не имел каких-либо патентов, товарных знаков или обществ по защите авторских прав, что затрудняло ведения бизнеса с иностранными компаниями. Китай присоединился к ВОИС (Всемирная организация интеллектуальной собственности) в 1980 году.
В 1990 году Китай принял национальный закон об авторском праве, который защищал право на воспроизведение. Звукозаписывающие компании имели право разрешать другим людям воспроизводить звуковые записи — но нужно было получать разрешение от композиторов и исполнителей.
Музыкальное авторское общество Китая основано в 1992 году в соответствии с Бернской конвенцией. Авторское общество Китая является единственной организаций по коллективному управлению правами со связями с более чем 30 зарубежными организациями\, занимающимися защитой музыкальных авторских прав, в том числе с Irish Music Rights Organization, the National Music Publisher’s Association в США и the Performing Rights Society — в Англии.
Головной офис общества MCSC находится в Пекине. MCSC работает также в 20 филиалах во многих провинциях и городах Китая.
В 1990-е годы было нормальным использовать музыкальные произведения бесплатно. Владельцы авторских прав не имели возможности узнать, где использовалась их музыка, и было невозможно обеспечить соблюдение авторских прав или собирать вознаграждение. Единственным способом обеспечить соблюдение закона об авторском праве и собирать деньги было возбуждение судебных разбирательств в Верховном суде. При этом собирались деньги от фоновой музыки с компаний с иностранными инвестициями, такими как KFC, Hilton, McDonalds и т. д.
В настоящее время в Китае проводится эффективная защита интеллектуальной собственности и авторских прав. Увеличение доходов от лицензирования музыки составило с 4,39 млн долларов США в 2003 году до 18.14 млн в 2012 году. Тем не менее, большинство телевизионных и радиовещательных станций в Китае до сих пор используют музыкальные произведения без уплаты каких-либо лицензионных платежей.
Музыкальное авторское общество Китая в настоящее время вводит авторские права на более чем 14 миллионов музыкальных произведений 4000 членов. Тариф общества на озвучивание общественных мест Китая, включая гостиницы, рестораны и универмаги составляет 2,54 юаней (33,9 центов США) за квадратный метр в год для универмагов от 10000 до 20000 квадратных метров.

## Задачи общества
Общество является членской организацией, оно защищает права своих членов — включая композиторов, музыкантов, издателей музыки. Оно занимается лицензированием и распределением лицензионных платежей среди авторов за использование их произведений, защищенных авторским правом. Общество получает права от своих членов и от зарубежных обществ путём подписания взаимных репрезентативных соглашений с ними.
Национальная администрация авторских прав Китая дает обществу право собирать и передавать лицензионные отчисления владельцам авторских прав для легального лицензирования.
Виды лицензий MCSC:
- Лицензии механических прав — обеспечивают регистрацию музыкальных произведений и собирают соответствующую информацию для целей коллективного управления;
- Лицензии прав на исполнение — заключение договоров с пользователями на использование музыкальных произведений, контролируемых Обществом;
- Лицензии прав на вещание — выдают пользователям лицензии на использование музыкальных произведений, контролируемых Обществом;
- Лицензии новых медиа — прав.

Общество также собирает лицензионные платежи от пользователей для использования музыкальных произведений под контролем общества; вносит вклад в вознаграждение владельцам прав ну музыку; принимает правовые меры против нарушения авторских прав музыки под управлением общества; обеспечивает защиту китайских музыкальных произведений за пределами Китая и защиту иностранных музыкальных произведений в Китае, вступает в отношения сотрудничества с пользователями музыкальных произведений, а также вносит предложения в национальный законодательный орган с целью улучшения дальнейшей защиты авторского права на музыкальные произведения.